# Onthophagus suermelii
Onthophagus suermelii är en skalbaggsart som beskrevs av Rudolph Petrovitz 1963. Onthophagus suermelii ingår i släktet Onthophagus och familjen bladhorningar. Inga underarter finns listade i Catalogue of Life.